# سانت اوريستي
سانت اوريستي هي كومونا (بلدية) في مدينة روما المتروبولية في ايطاليا، في منطقة لاتسيو وتقع على بعد حوالي 35 كيلومتر (22 ميل) شمالا عن روما .و تواجه جبال مونتي سورات و ان هذه الاخير له محمية طبيعية بنفس الاسم

## تاريخ
تم ذكر كومونا سانت اوريستي من قبل  المؤرخ بنديكت سوراكت في كرونيكون ساليرنيتانوم   في عام 747 بعد الميلاد ، ويذكر كورتيس سانكتي هيريستي ؛ أن الاسم الجغرافي مشتق من عائلة ارتيست أو ايديستي , وأحد أفراد هذي العائلة هو سانت أوريستيس ( إيدستوس ، سانت إديستو ، سانت اوريست )
فقد كان سانت أوريستيس ضحية  إيمانه حوالي 68 عام بعد الميلاد ، فكان للفساد اللغوي دوراً رئيسياً في تغير الاسم من سانكتوي إديستوس إلى سانكتوي هيريستوس و سانتو ريستو
وسان تريستو و سانت اوريستي